# Saint-Sigismond (Maine-et-Loire)
Saint-Sigismond é uma comuna francesa na região administrativa da Pays de la Loire, no departamento de Maine-et-Loire. Estende-se por uma área de 12,72 km². Em 2010 a comuna tinha 392 habitantes (densidade: 30,8 hab./km²).